# Vrouwtje Theelepel
Vrouwtje Theelepel is de Nederlandse titel van de Japanse tekenfilmserie Spoon Obasan (Japans: スプーンおばさん).

## Geschiedenis
De serie werd in 1983-1984 geproduceerd door Studio Pierrot en Gakken. Vrouwtje Theelepel is gebaseerd op het verhaal Teskjekjerringa van de Noorse auteur Alf Prøysen. Het scenario van de tekenfilm werd geschreven door Mamoru Oshii, Keiko Maruo, Maki Nakahara en Masaaki Sakurai. Er zijn 50 afleveringen van 24 minuten gemaakt. Elke aflevering bevat twee korte verhalen.
Vrouwtje Theelepel werd in Nederland uitgezonden door de NCRV van 12 april 1985 tot 5 oktober 1987 en door de Vlaamse BRT in het seizoen 1988-1989. Sinds 12 november 2009 wordt het programma uitgezonden door Pebble TV. Vrouwtje Theelepel is inmiddels op dvd verschenen. 

## Het verhaal
De echte naam van het hoofdpersonage is Thea, maar ze wordt meestal Vrouwtje Theelepel genoemd omdat zij altijd een gouden theelepel om haar hals draagt. Er is iets vreemds met haar: ze wordt op de meest ongelegen momenten zo klein als haar theelepeltje en kan dan met dieren praten, maar niet iedereen weet dat.
Samen met haar man Bazel, buurmeisje Wendy en de dieren uit het bos beleeft Vrouwtje Theelepel allerlei avonturen.

## Stemmen
- Hetty Heyting: Vrouwtje Theelepel, Baby Reppie, Do, Re, Mi, Fa en Sol Halken (muizen), Loetje, Orina de kraai, Ma Halken (muis), Minky de hermelijn
- Fred Benavente: Bazel, Vloems, Buba de beer
- Paul van Gorcum: Bizzy de bij, Boris de kat, Klapkaak de wolf, Pa Job
- Peter Lusse: Felix
- Simone Kleinsma: Kukel, Ali, mevrouw Huylmand, Bob, Wendy, diverse vriendinnen
- Hero Muller: Björn Halken (muis)

## Muziek
De Nederlandstalige versie van de begin- en eindmelodie werd ingezongen door Hetty Heyting. De originele Japanse begin- en eindmelodie werd ingezongen door Mari Iijima.